# جاكلين كوكران
جاكلين كوكران (11 مايو 1906 - 9 أغسطس 1980) كانت طيارة أمريكية ومديرة تنفيذية. كانت رائدة في مجال الملاحة الجوية كواحدة من أبرز طياري السباقات في جيلها. سجلت العديد من الأرقام القياسية وكانت أول امرأة تكسر جدار الصوت في 18 مايو 1953. كانت كوكران (جنبًا إلى جنب مع نانسي لوف) مسؤولة في زمن الحرب عن طياري الخدمة الجوية النسائية (دابليو إيه إس بّي) 1943 – 1944 والتي وظفت نحو 1000 امرأة أمريكية مدنية في دور غير قتالي لنقل الطائرات من المصانع إلى مدن الموانئ. كانت كوكران لاحقًا راعية لبرنامج رائدات فضاء ميركوري 13.

## حياتها المبكرة
ولدت جاكلين كوكران باسم بيسي لي بيتمان، في بينساكولا (تشير بعض المصادر على أنها ولدت في ديفونياك سبرنغز)، في فلوريدا بانهاندل. كانت الأصغر بين خمسة أطفال لماري (جرانت) وإيرا بيتمان، وهو عامل تركيب آلات ماهر انتقل كثيرًا لإعادة معامل النشارة للعمل وصيانتها. في حين أن عائلتها لم تكن ثرية، كانت طفولة كوكران التي عاشت في بلدة صغيرة في فلوريدا مماثلة لتلك الموجودة في العائلات الأخرى في ذلك العصر. على عكس بعض الروايات، كان هناك دائمًا طعام على المائدة ولم يتبناها أحد، كما ادعت في كثير من الأحيان.
حوالي عام 1920، كانت تبلغ من العمر 13 أو 14 عامًا، تزوجت من روبرت كوكران وأنجبت ابنًا، روبرت، الذي توفي عام 1925 عن عمر يناهز خمس سنوات. بعد انتهاء الزواج، احتفظت باسم كوكران وبدأت في استخدام اسم جاكلين أو جاكي كاسمها الأول. ثم أصبحت كوكران مصففة شعر وحصلت على وظيفة في بينساكولا، وانتقلت في النهاية إلى مدينة نيويورك. هناك، استخدمت مظهرها وشخصيتها القيادية للحصول على وظيفة في صالون مرموق في ساكس فيفث أفينيو.
على الرغم من أن كوكران أنكرت عائلتها وماضيها، إلا أنها بقيت على اتصال بهم وقدمت لهم الدعم على مر السنين. انتقل بعض أفراد عائلتها إلى مزرعتها في ولاية كاليفورنيا بعد أن تزوجت مرة أخرى. طُلب منهم أن يقولوا دائمًا إنهم عائلتها بالتبني. يبدو أن كوكران أرادت إخفاء الفصول الأولى من حياتها عن الجمهور ونجحت في فعل ذلك حتى وفاتها.
التقت كوكران لاحقًا بفلويد بوستويك أودلوم، مؤسس شركة أتلاس والرئيس التنفيذي لشركة آر كي أو بيكتشرز في هوليوود. كان يكبرها بأربعة عشر عامًا، ويشتهر بأنه واحد من أغنى عشرة رجال في العالم. أصبح أودلوم مُتَيّم بكوكران وعرض مشاركتها في تأسيس شركة مستحضرات تجميل.
بعد أن عرض عليها أحد الأصدقاء أخذها جولة بطائرة، بدأت كوكران في تلقي دروس في الطيران في مطار روزفلت، لونغ آيلاند في أوائل ثلاثينيات القرن العشرين وتعلمت قيادة طائرة في ثلاثة أسابيع. ثم في غضون عامين حصلت على رخصة طيار تجاري. كان أودلوم، التي تزوجته في عام 1936 بعد طلاقه، ممولًا فطنًا ومسوقًا ذكيًا أدرك قيمة الدعاية لأعمالها. بعد إطلاق خط مستحضرات التجميل الخاص بها باسم «أجنحة الجمال»، حلقت بطائراتها الخاصة في جميع أنحاء البلاد للترويج لمنتجاتها. بعد سنوات، استخدم أودلوم علاقاته في هوليوود لجعل مارلين مونرو تدعم خط أحمر شفاه كوكران.

## مساهماتها في الطيران
عرفت من قبل أصدقائها باسم «جاكي»، وحافظت على اسم كوكران، وكانت واحدة من ثلاث نساء تنافسن في سباق ماكروبرتسون الجوي في عام 1934. في عام 1937، كانت المرأة الوحيدة التي تنافست في سباق بنديكس وعملت مع أميليا إيرهارت لفتح السباق للنساء. في ذلك العام، سجلت أيضًا رقمًا قياسيًا عالميًا جديدًا للسرعة للنساء. وبحلول عام 1938، اعتُبرت أفضل طيارة في الولايات المتحدة. كانت قد فازت بسباق بنديكس وسجلت رقمًا قياسيًا جديدًا للسرعة العابرة للقارات بالإضافة إلى أرقام قياسية في الارتفاع. كانت كوكران أول امرأة تطير بقاذفة قنابل عبر المحيط الأطلسي. فازت بخمس جوائز هارمون. في وقت وفاتها، كان يطلق عليها أحيانا «ملكة السرعة»، ولم يكن أي طيار آخر يحمل سجلات السرعة، أو المسافة، أو الارتفاع في تاريخ الطيران أكثر من كوكران.

### ناينتي ناينز
كانت كوكران صديقة لأميليا إيرهارت. على الرغم من أنها لم تكن عضوًا مؤسسًا في ناينتي ناينز، إلا أنها كانت واحدة من أكثر الأعضاء نفوذًا. شغلت منصب رئيس ناينتي ناينز من عام 1941 إلى عام 1943، وكان لها دور فعال في ضمان أن تكون الطيارات قادرات على المشاركة في دورية الطيران المدني المنشأة حديثًا بالإضافة إلى دبليو إيه إس بّي. في افتتاحياتها الشهرية لنشرة ناينتي ناينز الإخبارية، حثت الأعضاء على الانضمام إلى سي إيه بّي أو دابليو إيه إس بّي، وبذل كل ما في وسعهم لمساعدة المجهود الحربي.

### النقل الجوي الاحتياطي
قبل انضمام الولايات المتحدة إلى الحرب العالمية الثانية، كانت كوكران جزءًا من «أجنحة من أجل بريطانيا»، وهي منظمة نقلت طائرات أمريكية الصنع إلى بريطانيا، لتصبح أول امرأة تقود قاذفة قنابل (لوكهيد هدسون 5) عبر المحيط الأطلسي. في بريطانيا، تطوعت بخدماتها لسلاح الجو الملكي. عملت لعدة أشهر في هيئة النقل الجوي البريطانية الاحتياطي (إيه تي إيه)، حيث جندت طيارات مؤهلات في الولايات المتحدة وأخذتهن إلى إنجلترا للانضمام إلى إيه تي إيه. حصلت كوكران على رتبة كابتن طيران (أي ما يعادل قائد سرب في سلاح الجو الملكي البريطاني أو رائد في سلاح الجو الأمريكي) في إيه تي إيه.